# Corium (kernreactor)

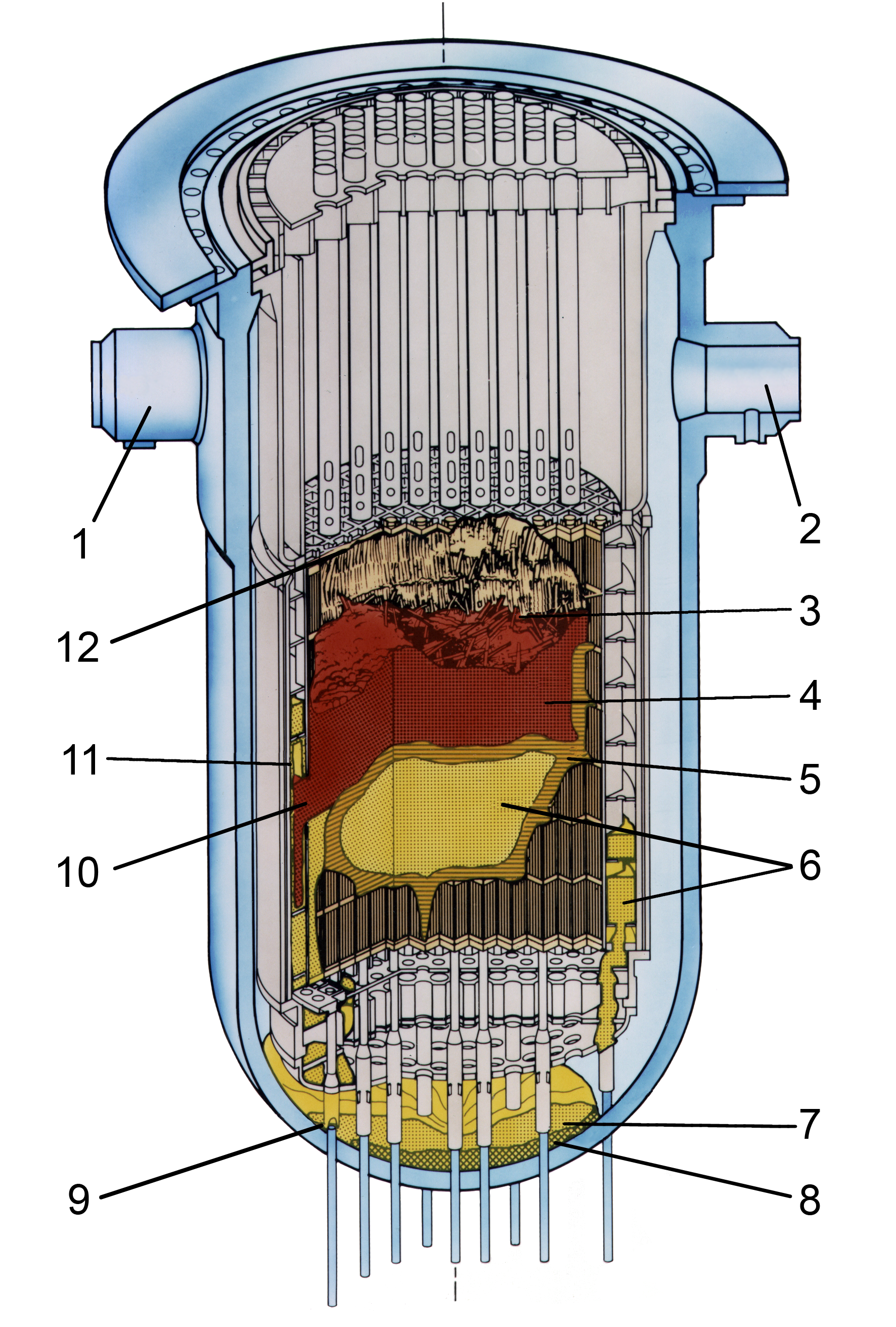
Schematisch doorsnede van een kernreactor na meltdown (kernongeval van Three Mile Island)

Corium of FCM (Engelse afkorting van fuel containing material) is een lava-achtig materiaal dat bestaat uit gesmolten onderdelen van een kernreactor na een meltdown. Afhankelijk van de ernst en het type kernreactor, kan corium bestaan uit kernbrandstof, splitsingsproducten, controlestaven en behuizing (metaal, beton...).

## Ontstaan
Zelfs in een kernreactor waar geen kettingreactie meer plaatsvindt, wordt warmte geproduceerd door het spontaan verval van de radioactieve materialen. Ook kunnen verhitte metalen reageren met zuurstof en bijkomende warmte genereren. Als om een of andere reden de koeling het laat afweten, dan kan de temperatuur stijgen tot het punt waarbij de reactorkern smelt: kernsmelting (nuclear meltdown).

## Verder verloop
Indien de kernbrandstof een kritische massa bereikt, kan de kettingreactie op gang komen en nog meer hitte produceren. Hierbij ontstaan grote hoeveelheden splitsingsproducten die kunnen vrijkomen uit de beschadigde kernreactor. Aan de hand van de hoeveelheden isotopen met een korte nucleaire halfwaardetijd kan men nagaan of dit het geval is.
Bij de reactie van verhitte metalen met water ontstaan metaaloxides en waterstof. Waterstofgas is erg explosief. Bij het ontploffen ervan kan het reactoromhulsel verder beschadigd worden.
Door de hitte kan het kernomhulsel zijn smeltpunt bereiken en barsten, waarbij de gesmolten massa in de omgeving vrijkomt.